# Papagaio de pirata
Papagaio de pirata é um termo usado na televisão brasileira para designar cidadãos que procuram ficar localizados atrás de jornalistas, quando estes estão fazendo uma matéria, com o objetivo de aparecer para as câmeras. Estas pessoas nada recebem por sua participação, fazendo isso como um hobby e com o objetivo de ganhar alguma fama. O termo surgiu por suas cabeças ficarem na altura do ombro das personagens ativas das entrevistas, assim como ficam os papagaios junto de piratas, de acordo com os contos.
Nas redações das TVs, a queixa é de que, além de prejudicar a mensagem, pois eles dispersam a atenção do espectador e tiram a seriedade da informação, os papagaios atrapalham a concentração dos repórteres, dos produtores e dos cinegrafistas.
Papagaio de pirata também pode ser utilizado por pessoas que repetem o que outras dizem, sendo assim como nos contos, papagaio de piratas, repetem tudo o que o pirata diz.

## Papagaios de Pirata Famosos
- Wilmar Palis - Talvez o primeiro papagaio de pirata que realmente tenha se tornado notório foi o deputado federal Wilmar Palis que ganhou esse apelido por aparecer, estrategicamente, nos idos de 84 e 85, sempre atrás do então candidato à presidência da República, Tancredo Neves.[2][3]
- Jaime Dias Sabino - Conhecido por Jaiminho, ele ganhou fama por participar, sem ser convidado, de velórios e enterros de pessoas famosas. Começou a ir atrás das equipes de televisão para aparecer nas transmissões ao vivo dos telejornais e passou a ser o mais famoso "papagaio de pirata" do Rio. Sua fama foi tanta que ele acabou virando tema do curta-metragem de 2004 "Truques, Xaropes e Outros Artigos de Confiança", de Eduardo Goldenstein.[4]
- Luciano Ezequiel de Lima - Desde 2001 ele é visto nas reportagens ao vivo do Bom Dia Rio sempre de camisa azul e olhando para o relógio de pulso.[2]

## Robert
Atualmente há um termo mais atualizado para papagaio de pirata. O termo "Robert" ganhou popularidade no programa Pânico da Rádio Jovem Pan e no Pânico na Rede TV. Assim como os papagaios de piratas, dá-se o nome de Robert ao indivíduo que tenta sobremaneira aparecer mais do que seus semelhantes, por veiculação de sua imagem nos meios de comunicação, de forma boa ou ruim. Os Roberts também podem ser encontrados praticamente em qualquer lugar, mas é particularmente fácil de encontrá-los no meio da rua (quando se aglomeram dezenas de "roberts" ao redor de qualquer coisa que pareça vagamente uma câmera de TV) e em vários programas de televisão.
Reza a lenda que o termo robert tem ligação com o cantor Roberto Carlos, sendo uma homenagem por ele aparecer com frequência em vários programas de televisão.